# Chandigarh Airport
Chandigarh Airport är en flygplats i Indien.   Den ligger i delstaten Chandigarh, i den norra delen av landet, 230 km norr om huvudstaden New Delhi. Chandigarh Airport ligger 312 meter över havet.
Terrängen runt Chandigarh Airport är platt. Runt Chandigarh Airport är det tätbefolkat, med 636 invånare per kvadratkilometer. Närmaste större samhälle är Chandigarh, 7,0 km norr om Chandigarh Airport. Runt Chandigarh Airport är det i huvudsak tätbebyggt.